# Pártus művészet
A szkítákkal rokon pártus nép művészete Kr. e. 250 és Kr. u. 224 között.
A pártusok, mikorra elfoglalták Kr. e. 250. körül Parthia tartományt a Szeleukidáktól, s a következő évben kiterjesztették hatalmukat egész Irán területére, művészetükben már számos mezopotámiai és görög hatást ötvöztek. Mégis önálló művészetet hoztak létre, mint korábban az óperzsák.

## Építészet

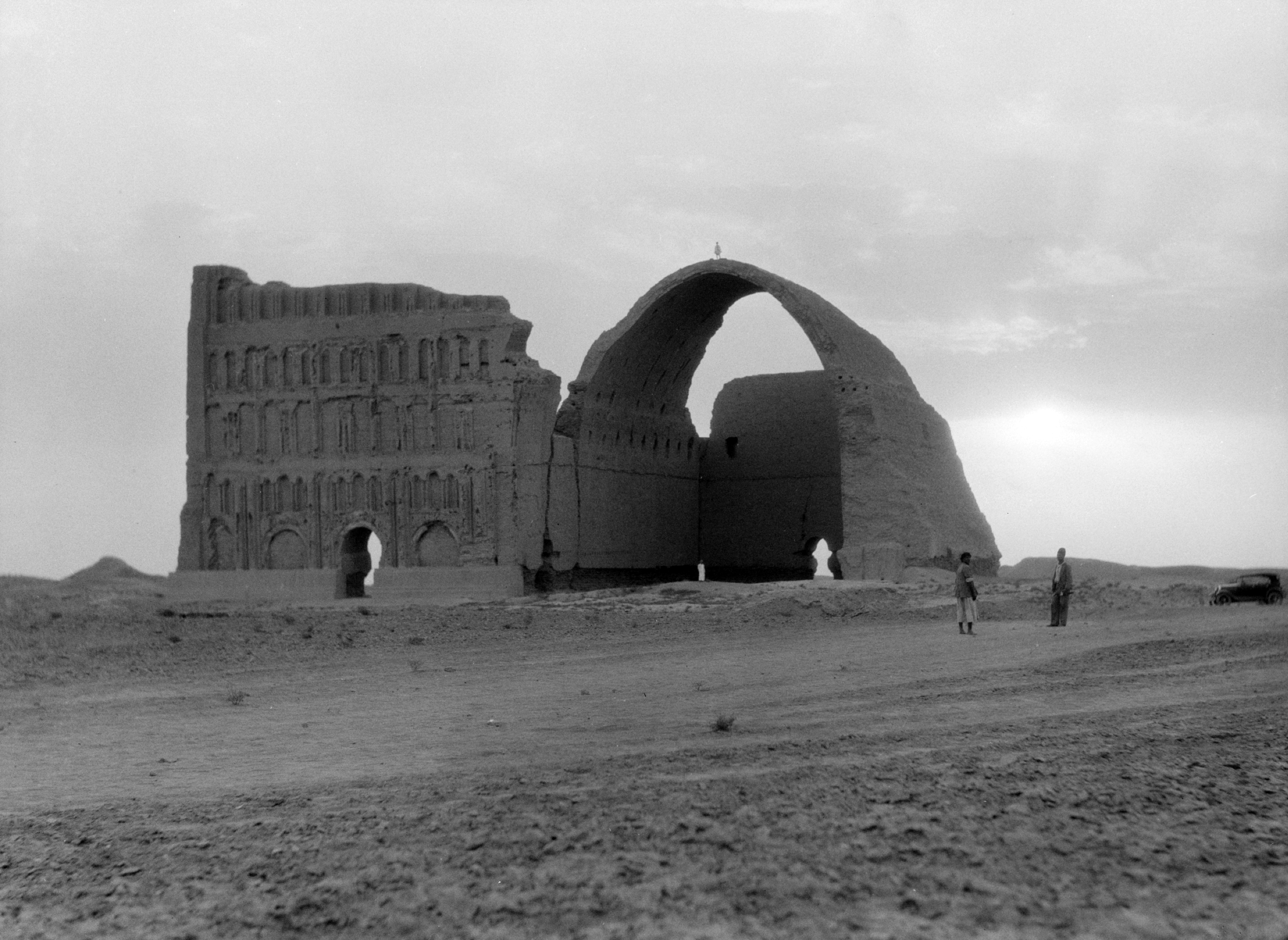
Khoszrau palotájának ívánja Ktésziphonban (szászánida)

Építészetükben kelet-iráni elemeket részesítettek előnyben. Városaik alaprajza is inkább nomád tábor elrendezéséhez hasonlít. Nem használták a görög vagy óperzsa oszloprendeket, mellőzték a lapos tetőzeteket. Fő építészeti elemük a kupola, falaikat geometrikusan vagy ornamentikával díszítették stukkókkal és freskókkal. A pártus korban alakult ki az egy oldalról nyitott dongaboltozattal fedett csarnok, az íván mint elterjedt építészeti elem. Ezt az elemet később az iszlám építészet is átvette.
A pártus építészet érdekes újításokat hozott. Gipszhabarcsba helyezett téglák segítségével állványzat megépítése nélkül is nagy fesztávokat tudtak ívesen összekötni és befedni. A keleti építészet máig kedveli az egyik oldalán nyitott teret. Ezt az előcsarnokot az épület homlokzatára helyezték. Három oldala fal, a negyedik nyitott, s felül félkörívvel van lezárva: ezt a teret ívánnak nevezik. (Magyar ember legjobban a gyulafehérvári székesegyház homlokzatára tekintve képzelheti el.) A több emelet magasságába fölnyúló nyitott tér hatásos formai elem volt az épület homlokzatának változatossá tételében. A homlokzat félkörívét néha emberi mellszobrokkal díszítették (Hatra). Gyakran szerepelnek emberi arcok, emberi maszkok epületfríz díszítésül más pártus épületeken is. Az európai művészetekben, előbb a kelták, majd a román kori építészetben is, nagyon szerették az emberfejek ábrázolását és például Dysert O'Deában, vagy Kilpeckben használta föl a félkörív mentén sorakozó emberi fejek erőteljes díszítő hatását.

## Szobrászat, fémművesség
Domborműveik nem olyan színvonalasak, mint az jelentős hellenisztikus hatás után elvárható lenne. Jóval jelentősebbek a fennmaradt férfi- és női szobrok, melyek egyrészt ismereteket adnak az egykorú ruházatról, másrészt tükrözik a pártus művészet azon tulajdonságát, mely az uralkodókat és a jómódúakat igyekszik megnyerni. II. Mithridatész királynak önálló egész alakos portréja is ismert, mely tipikus pártus férfiöltözetben mutatja be az uralkodót, és olyan mű is, melyen a satraphák fejezik ki hódolatukat. Női szobraikon viszont sem az öltözék nem tipikus, sem a mélyebb mondanivaló.

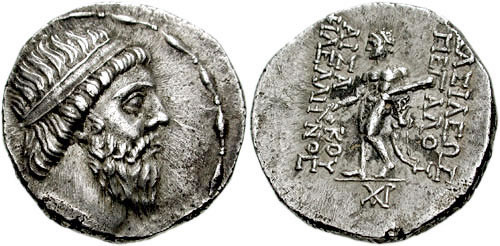
Mithridatészt ábrázoló érme

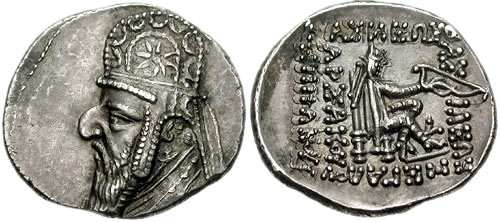
Mithridatész másik érmén

Fémművességükben folytatták az óperzsák hagyományait. Nemesfém csészék, tálak, rekeszes technikával készített ékszerek, diadémák, függők kerültek ki kezeik alól. Gemmáik görög mitológiai alakokat, jeleneteket ábrázolnak (szárnyas ló, vadászat, lakoma). Kivitelezésükben erős görög hatásról tanúskodnak.